# Glitter/Fated
Singles de Ayumi Hamasaki
Blue Bird
(2006) Talkin' 2 Myself
(2007)
Glitter / Fated (écrit : glitter / fated) est le 41e single original de Ayumi Hamasaki sorti sous le label Avex Trax, excluant ré-éditions, remixes, et son tout premier single.

## Présentation
Le single sort le 18 juillet 2007 au Japon sous le label Avex Trax, produit par Max Matsuura. Il sort un peu plus d'un an après le précédent single de la chanteuse, Blue Bird, le plus long intervalle entre deux de ses singles chez Avex ; il sort aussi simultanément dans d'autres pays d'Asie. Il atteint la 1re place du classement de l'Oricon. Il se vend à 110 165 exemplaires la première semaine, et reste classé pendant onze semaines, pour un total de 166 203 exemplaires vendus durant cette période. Il sort aussi en version "CD+DVD", avec une pochette différente et un DVD supplémentaire ; celui-ci contient non pas les clips vidéo des chansons du disque comme d'habitude, mais un court-métrage de 18 minutes intitulé Distance Love dans lequel Hamasaki joue avec l'acteur chinois Shawn Yue, contant une histoire d'amour entre une star et son garde du corps ; les deux chansons inédites du single y figurent.
C'est un single "double face A", contenant deux chansons inédites et leurs versions instrumentales ; il contient aussi en troisième titre la chanson-titre de l'album Secret sorti cinq mois auparavant, ré-éditée exceptionnellement telle quelle à la suite de son utilisation comme thème du film chinois Confession of Pain. Les deux autres chansons inédites ont aussi servi de thèmes musicaux : Glitter pour une campagne publicitaire pour la marque Zespri, et Fated pour le film japonais Kaidan. Elles figureront sur l'album Guilty qui sortira cinq mois plus tard. Le titre Glitter figurera aussi sur la compilation A Complete: All Singles de 2008, et sera remixé sur les albums Ayu-mi-x 6 Gold de 2008 et  Ayu-mi-x 7 presents ayu-ro mix 4 de 2011, tandis que le titre Fated sera remixé sur l'album Ayu-mi-x 6 Silver de 2008.

## Liste des titres
Toutes les paroles sont écrites par Ayumi Hamasaki.
| 1. | Glitter "original mix" (glitter...)                | Kazuhiro Hara / HΛL                        | 4:54 |
| 2. | Fated "original mix" (fated...)                    | Shintaro Hagiwara, Akihisa Matsuura / CMJK | 5:35 |
| 3. | Secret "original mix" (de l'album Secret)          | Tetsuya Yukumi / Hikari                    | 5:01 |
| 4. | Glitter "original mix" (Instrumental) (glitter...) | Kazuhiro Hara / HAL                        | 4:54 |
| 5. | Fated "original mix" (Instrumental) (fated...)     | Shintaro Hagiwara, Akihisa Matsuura / CMJK | 5:34 |

| 1. | Kyo Ai ~Distance Love~ (距愛~Distance Love~) (court-métrage) |  |

## Interprétations à la télévision
Glitter
- avex shareholders meeting (24 juin 2006)
- Music Station (13 juillet 2006)
- CDTV (14 juillet 2006)
- Hey! Hey! Hey! Music Champ (16 juillet 2006)
- Music Japan (20 juillet 2006)

Fated
- Music Fighter (13 juillet 2006)
- Music Station (20 juillet 2006)